# Lycosa interstitialis
Lycosa interstitialis là một loài nhện trong họ Lycosidae.
Loài này thuộc chi Lycosa. Lycosa interstitialis được Embrik Strand miêu tả năm 1906.